# HK SL9SD消聲狙擊步槍
HK SL9SD（英語：Heckler & Koch SL9SD；SD，意為：消聲器）是一款由德国槍械製造商黑克勒&科赫（H&K）正在研發、以現代化突击步枪—HK G36改造而成的半自動民用運動型步槍—SL8的7.62毫米口徑狙擊步槍。發射其專屬的7.62×37毫米亞音速步枪子彈，並且以10發特製可拆卸式彈匣用作供彈方式。
由於HK SL9是HK SL8的狙擊型版本（而HK SL8則是HK G36突擊步槍的半自動民用型版本），因此亦有使用來自G36的短行程活塞氣動式、斯通納式轉拴式槍栓、類似M16步槍的氣環活塞系统及單導桿設計（而G36的氣動式和轉拴式槍機皆由AR-18所衍生而來），與最早期由黑克勒&科赫製所生產的槍械所使用的滾輪延遲反衝式（英語：Roller-delayed blowback）系統相反。

## 概述
HK SL9SD和HK SL8外表上十分相似，而最大區別就是槍口的消聲器、護木上的散熱孔、機匣頂部的MIL-STD-1913戰術導軌比SL8更長和護木下用以裝上兩腳架的戰術導軌。
另外，其特別研製的新型彈藥：7.62×37毫米亞音速步枪子彈是以同樣是亞音速彈藥的.300 Whisper作為基礎（而.300 Whisper則是以.221 Remington作為基礎），將彈殼縮短至37毫米的長度後，裝上一顆.308英吋的塞拉利昂（英語：Sierra）15.55克（240格令）比賽之王（英語：MatchKing）拉普（英語：Lapua）B416全金屬被甲（Full Metal Jacket，簡稱：FMJ）彈藥。這種彈藥亦適合所有裝載5.56×45毫米北約口徑的標準彈匣（包括STANAG彈匣）。.300 Whisper有著和標準型.45 ACP相若的槍口初速、有效終點能量和重量，但由於.300 Whisper比.45 ACP的口徑較小和較長的彈殼而大大增加其貫穿力。
據說其槍口裝上由瑞士布鲁加&托梅（簡稱：B&T或B+T）公司製造的消聲器以後，射擊時的噪音可少於100分貝，並可在100公尺（109.36码）處一擊貫穿三級防護的防彈衣。
HK SL9SD的設計目的是提供一種輕巧、緊湊、可以在任何情況使用的半自動狙擊步槍，並縮窄了精確射手和“真正的”狙擊手之間的差距。SL9SD亦適合執法單位所使用。因此，目前GSG9正對SL9SD作全面的測試。
而德國聯邦國防軍也正在考慮引進的SL9SD以取代G3ZF或G3SG/1。

## 外部連結
- （英文）—HKPRO—HK SL9SD（页面存档备份，存于）
- （英文）—HK Australia SL9 SD Technical Specifications
- （简体中文）—D Boy Gun World（槍炮世界）—SL9 SD微声狙击步枪（页面存档备份，存于）